# پایگاه نیروی هوایی سرسوا
پایگاه نیروی هوایی سرسوا (به انگلیسی: Sarsawa Air Force Station) یک فرودگاه نظامی است . این فرودگاه در شهر سهاران‌پور کشور سهاران‌پور قرار دارد و در ارتفاع ۲۷۲ متری از سطح دریا واقع شده است.